# Felix Mayer (Sprachwissenschaftler)
Felix Mayer (* 1961 in Quierschied, Saar) ist ein deutscher Sprachwissenschaftler und seit 1. September 2000 Direktor des Sprachen & Dolmetscher Instituts München.

## Leben
1980 machte Felix Mayer sein Abitur und absolvierte danach den Zivildienst. Er studierte Sprach- und Übersetzungswissenschaft in Saarbrücken und Mulhouse und beendete 1988 das Studium als Diplom-Übersetzer an der Fachrichtung „Angewandte Sprachwissenschaft sowie Übersetzen und Dolmetschen“ der Universität des Saarlandes (Französisch, Italienisch, Fachgebiet Technik).
1989 wurde er Mitarbeiter („Product Manager“) der Firma SynTec, Stuttgart, im Bereich Entwicklung von Terminologiedatenbanksystemen sowie 1989–1993 wissenschaftlicher Mitarbeiter im Modellversuch „Studienkomponente Sprachdatenverarbeitung in der Übersetzer- und Dolmetscherausbildung“ an der Universität des Saarlandes (Leitung: Wolfram Wilss).
Anschließend war er von 1993 bis 2000 wissenschaftlicher Mitarbeiter und Projektleiter der Forschungsgruppe „Terminologie und Fachsprachen“ sowie kommissarischer Leiter des Fachbereichs „Sprache und Recht“ der Europäischen Akademie Bozen.
Seit September 2000 ist Felix Mayer Direktor beim "Sprachen & Dolmetscher Institut München", SDI, und seit Juli 2007 Präsident der Internationalen Hochschule SDI München (vor 2020: Hochschule für Angewandte Sprachen).
Felix Mayer ist verheiratet und hat eine Tochter.

## Forschung
1996 verfasste Mayer seine Dissertation zum Thema Eintragsmodelle für terminologische Datenbanken – ein Beitrag zur übersetzungsorientierten Terminographie an der Philosophischen Fakultät der Universität des Saarlandes.
Seine Forschungsschwerpunkte sind: Maschinengestützte Übersetzung, Terminographie, Sprachtechnologie und Fachsprachenforschung.

## Publikationen (Auswahl)
- 2014: Terminologiearbeit in Theorie und Praxis, in: Im Spannungsfeld zwischen Mensch und Maschine. Die Zukunft von Übersetzern, Dolmetschern und Terminologen. 20. FIT-Weltkongress für Übersetzer, Dolmetscher und Terminologen, August 2014 in Berlin
- 2013: Models for the representation of terminological data on the computer: Terminological databases, in: Rufus H. Gouws, Wolfgang Schweickard, Herbert Ernst Wiegand (Hrsg.): Dictionaries. An International Encyclopedia of Lexicography. Supplementary Volume: Recent Developments with Focus on Electronic and Computational Lexicography. de Gruyter, Berlin, S. 1461–1480
- 2013: mit Britta Nord (Hrsg.): Aus Tradition in die Zukunft. Perspektiven der Translationswissenschaft. Festschrift für Christiane Nord. Frank & Timme, Berlin
- 2012: mit Wolfgang Baur, Brigitte Eichner, Sylvia Kalina (Hrsg.): Übersetzen in die Zukunft. Dolmetscher und Übersetzer: Experten für internationale Fachkommunikation. Tagungsband der 2. Internationalen Fachkonferenz des Bundesverbandes der Dolmetscher und Übersetzer (BDÜ). Berlin, September 2012. Verlag BDÜ, Berlin
- 2012: mit Klaus-Dirk Schmitz (Hrsg.): Terminologieprozesse und Terminologiewerkzeuge. Akten des Symposions beim Deutschen Terminologie-Tag, Heidelberg, April 2012. DTT, München
- 2008: mit Dietmar Hertel: Diesseits von Babel. Vom Metier des Übersetzens. SH-Verlag, Köln[1]
- 1999: mit Peter Sandrini: Terminologie und WWW: Fischen im Netz, in: tekom-Nachrichten 2, 1999, S. 10–12
- 1998: mit Susanne Mühlhaus: Fachsprache Recht. Tagung Europäische Akademie Bozen, in: Fachsprache 3–4/1998, S. 157–159.
- 1993: Neue Werkzeuge am Übersetzerarbeitsplatz. Integrierte Systeme, in: BDÜ (Hrsg.): Das berufliche Umfeld des Dolmetschers und Übersetzers. Tagungsakten, Bonn, April 1993, S. 224–229
- 1991: mit Karl-Heinz Freigang, Klaus-Dirk Schmitz: Sprachdatenverarbeitung in der Übersetzer- und Dolmetscherausbildung. Modellversuch an der Universität Saarbrücken, in: BDÜ-Mitteilungsblatt 2, 1991, S. 9–12
- 1990: Export und Import von Daten in Terminologieverwaltungssystemen, in: "Terminologie et Traduction," 3, 1990, S. 31–38

## Funktionen (Auswahl)
- Mitglied im Vorstand oder im Fachbeirat des „Deutschen Terminologie-Tags e.V.“ (DTT) (1992–heute)
- Mitglied im Vorstand des „Deutschen Instituts für Terminologie (DIT)“ (2004-heute)
- Stellvertretender Vorsitzender des „Rat für deutschsprachige Terminologie“ (RaDT) (seit 2004)
- Mitglied im Vorstand der „Gesellschaft für Terminologie und Wissenstransfer“ (GTW) (1997–2000)
- DTT-Symposien 1992, 1994, 1996, 1998, 2000, 2002, 2004, 2006, 2008, 2010, 2012, 2014
- 20. FIT-Weltkongress für Übersetzer, Dolmetscher und Terminologen 2014 in Berlin
- Internationale Konferenz des BDÜ „Übersetzen in die Zukunft. Dolmetscher und Übersetzer: Experten für internationale  Fachkommunikation“ 2012, Berlin
- Transforum-Jubiläumskongress 2004, Saarbrücken
- BDÜ-Kongress „Dolmetschen & Übersetzen“ 2001, München
- "TKE ’99", International Congress on Terminology and Knowledge Engineering, Innsbruck
- Vorsitzender des Programmkomitees und des Organisationskomitees der LSP ’99 (XII European Symposium on Language for Special Purposes) in Bozen/Brixen

## Notizen
1. ↑  Rezension von Regina Schleicher in Übersetzen, Zs. des VdÜ, 1, 2010, S. 16

| Personendaten    | Personendaten                   |
| ---------------- | ------------------------------- |
| NAME             | Mayer, Felix                    |
| KURZBESCHREIBUNG | deutscher Sprachwissenschaftler |
| GEBURTSDATUM     | 1961                            |
| GEBURTSORT       | Quierschied, Saar               |